# Mario Oliverio
Gerardo Mario Oliverio, né le 4 janvier 1953 à San Giovanni in Fiore dans la province de Cosenza, est un homme politique italien.

## Biographie
Il est conseiller régional de Calabre (1980-1986), maire de San Giovanni in Fiore (1990-1991), député (1992-2006) et président de la province de Cosenza (2004-2014).
Il est président de la région de Calabre de 2014 à 2020.